# ان‌جی‌سی ۱۶۰
ان‌جی‌سی ۱۶۰ (انگلیسی: NGC 160) نام یک کهکشان مارپیچی در صورت فلکی آندرومدا است.